# 타르노프스키에구리

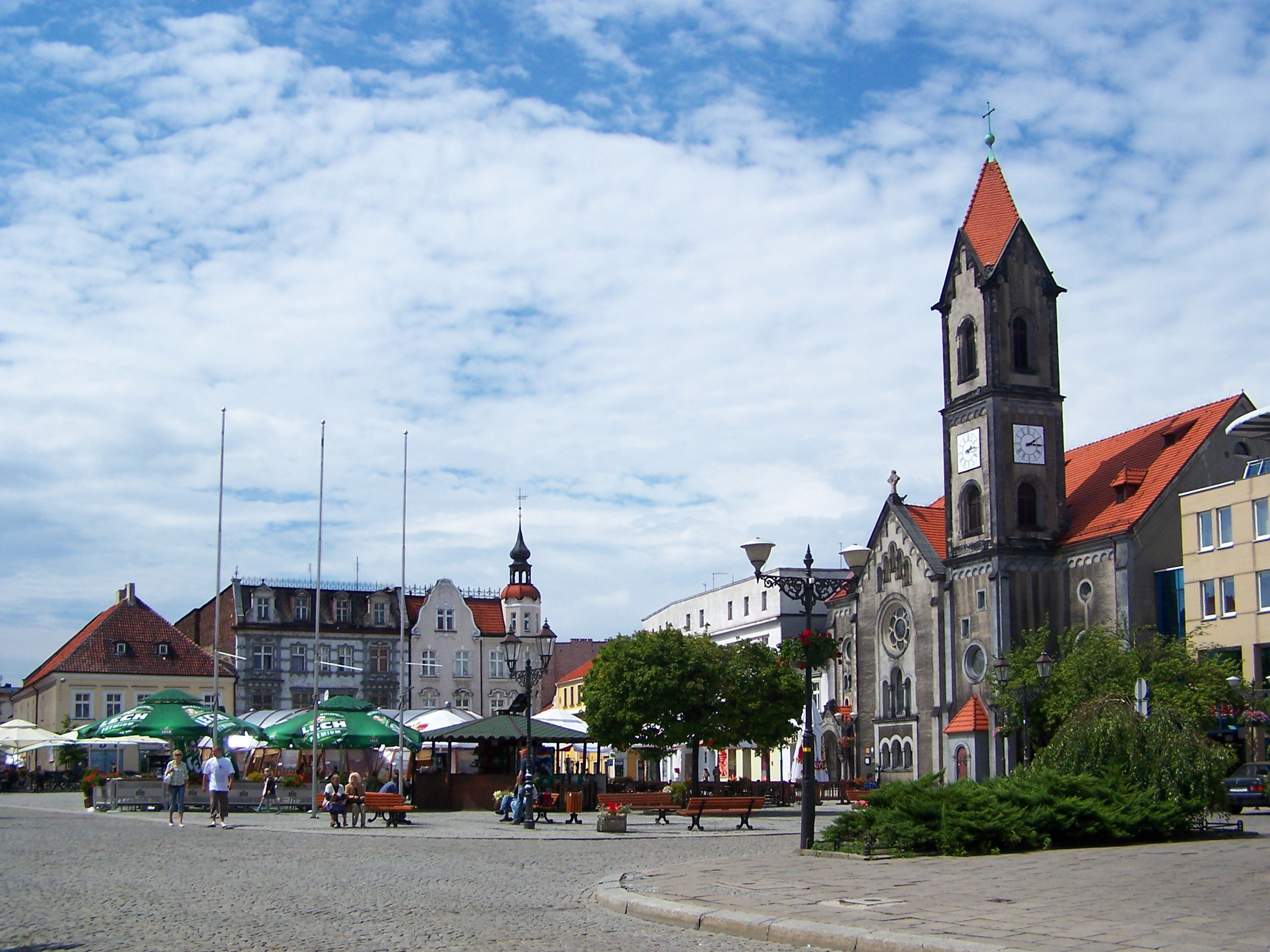
타르노프스키에구리

타르노프스키에구리(폴란드어: Tarnowskie Góry, 독일어: Tarnowitz)는 폴란드 남부 실롱스크주에 위치한 도시로, 면적은 83.72km2, 인구는 60,975명(2008년 기준), 인구 밀도는 730명/km2이다.
1975년부터 1998년까지는 카토비체주에 속해 있었으며 현재는 타르노프스키에구리군의 군청 소재지이다.

시기
시 문장

## 자매 도시
- 헝가리 베케슈처버
- 체코 쿠트나호라
- 독일 베른부르크
- 프랑스 메리쿠르